# Bry-sur-Marne
Bry-sur-Marne är en kommun i departementet Val-de-Marne i regionen Île-de-France i norra Frankrike. Kommunen ligger i kantonen Bry-sur-Marne som tillhör arrondissementet Nogent-sur-Marne. År 2022 hade Bry-sur-Marne 18 095 invånare.

## Befolkningsutveckling
Antalet invånare i kommunen Bry-sur-Marne
| Referens: INSEE |